# Troy McIntosh
Troy McIntosh (29 marzo 1973) è un velocista bahamense, specializzato nei 400 metri piani e campione mondiale della staffetta 4×400 metri a Edmonton 2001.

## Record nazionali

### Seniores
- Staffetta 4×400 metri indoor: 3'08"76 ( Budapest, 7 marzo 2004) (Dennis Darling, Troy McIntosh, Timothy Munnings, Chris Brown)

## Palmarès
| Anno | Manifestazione          | Sede       | Evento      | Risultato        | Prestazione | Note             |
| ---- | ----------------------- | ---------- | ----------- | ---------------- | ----------- | ---------------- |
| 1995 | Mondiali                | Göteborg   | 400 m piani | Quarti di finale | 45"72       |                  |
| 1995 | Mondiali                | Göteborg   | 4×400 m     | Batteria         | 3'02"85     | Record nazionale |
| 1996 | Giochi olimpici         | Atlanta    | 400 m piani | Batteria         | 46"42       |                  |
| 1996 | Giochi olimpici         | Atlanta    | 4×400 m     | 7º               | 3'02"71     |                  |
| 1997 | Mondiali indoor         | Parigi     | 400 m piani | Finale           | DNF         |                  |
| 1998 | Giochi CAC              | Maracaibo  | 400 m piani | Oro              | 44"84       |                  |
| 1999 | Mondiali indoor         | Maebashi   | 400 m piani | 4º               | 46"05       |                  |
| 1999 | Mondiali                | Siviglia   | 4×400 m     | 6º               | 3'02"74     |                  |
| 2000 | Giochi olimpici         | Sydney     | 400 m piani | Batteria         | 47"06       |                  |
| 2000 | Giochi olimpici         | Sydney     | 4×400 m     | Bronzo           | 2'59"23     |                  |
| 2001 | Mondiali indoor         | Lisbona    | 400 m piani | Batteria         | 47"66       |                  |
| 2001 | Mondiali                | Edmonton   | 4×400 m     | Oro              | 2'58"19     |                  |
| 2002 | Giochi del Commonwealth | Manchester | 4×400 m     | Bronzo           | 3'01"35     |                  |
| 2004 | Mondiali indoor         | Budapest   | 4×400 m     | 5º               | 3'17"57     |                  |
| 2005 | Mondiali                | Helsinki   | 4×400 m     | Argento          | 2'57"32     | Record nazionale |

## Altre competizioni internazionali
1998
- Bronzo in Coppa del mondo ( Johannesburg), 400 metri - 45"45
- Argento in Coppa del mondo ( Johannesburg), 4×400 metri - 2'59"77